# من وحي القرآن
```
من وحي القرآن
 هو كتاب لتفسير القرآن الكريم، قام بإنجازه السيد 
محمد حسين فضل الله
 مفسر وعالم دين ومرجع شيعي من مواليد النجف في العراق في سنة 1935 والمتوفي ببيروت سنة 2010، وقد أُلف في أربعة وعشرين مجلداً وطبع لأول مرة عام 1979. وهو يتميّز بأسلوب حيويّ بعيد عن التّعقيد، وبحركيّة معاصرة.
```

## المؤلف
ولد سماحة العلامة المرجع الفقيه المجدّد، السيّد محمّد حسين فضل الله، في النجف (العراق) في 19 شعبان 1354 هـ، الموافق 16 تشرين الثاني 1935 م.
والده العالم الربّانيّ الفقيه السيّد عبد الرؤوف فضل الله.
يرجع نسبه إلى الإمام الحسن السبط ، وينتمي إلى عائلة فضل الله المعروفة بالفكر والأدب.
غادر النّجف نهائيّاً في العام 1966م، بعدما أمضى فيها ثلاثة عقود من عمره في الدّرس والتدريس والعطاء الفكري والأدبي والحركي المتميّز، واستمرّ في عطائه وجهاده في لبنان حتّى توفّاه الله في 4 تمّوز 2010م، الموافق لـ 22 رجب الأصب 1431هـ، إثر مرض عضال أصابه في الكبد، مواسياً بذلك جدّه الإمام الحسن .

## حول الكتاب
يعتبر تفسير من وحي القرآن من أبرز تفاسير القرآن الكريم في القرن الرابع عشر الهجري. وهذا ما شهد به الكثير من العلماء والمراجع المختصين في البحوث القرآنية وأبرزهم:
- آية الله الشيخ جعفر السبحاني وقد ذكر ذلك في كتابه مفاهيم القرآن عند تعداده أعلام التفسير في القرن الرابع عشر هجري، حيث قال: «العلامة الحجة السيد محمد حسين فضل الله، من أكابر علماء لبنان، له «من وحي القرآن» خرج في عشرين جزءاً.»[1]
- آية الله الشيخ محمد هادي معرفت وقد ذكر ذلك في كتابه التفسير والمفسرون في ثوبه القشيب الجزء الثاني حيث قال: «من وحي القرآن تـفـسير تربوي اجتماعي شامل، ويعد من اروع التفاسير الجامعة، النابعة من روح حركية نابضة بـالـحـيـوية الإسلامية العريقة انطلق فيه المؤلف هو السيد محمد حسين فضل اللّه، من ألمع علماء الاسـلام فـي الـقطر اللبناني يعمل في احياء الجو القرآني في كل مجالات الحياة المادية والمعنوية، نـظـير ما صنعه سيد قطب في تفسيره ((في ظلال))، مضيفا عليه تعاليم صادرة عن اهل البيت في تربية الجيل المسلم، ومتناسبا مع كل دور من ادوار الزمان.» [2]
- وصدر العديد من المؤلفات التي اهتمت بتسليط الضوء على تفسير من وحي القرآن والمنهج العلمي المعتمد فيه لتفسير الآيات القرآنية، ومنها:

- السيد محمد حسين فضل الله مفسراً للسيد محمد طاهر الحسيني.
- مفاهيم حركية من وحي القرآن للشيخ علي حسن غلوم.
- لخص الأستاذ محمد طراف التفسير ونشره تحت عنوان مختصر تفسير من وحي القرآن في مجلد واحد صدر عن المركز الإسلامي الثقافي.
- حظي تفسير من وحي القرآن باهتمام خاص من قبل الباحثين والمؤلفين ودونت حوله- فضلاً عن ما ذكر- العديد من الكتب والمقالات ورسائل التخرج العلمية.

## طبعات الكتاب
الطبعة الأولى: كانت في بدايتها عبارة عن محاضرات تفسيرية، تم تحريرها لتنشر تباعاً في أربعة وعشرين جزءاً من القطع الصغير، صدر الجزء الأول منها - مع مقدمة بقلم سماحة السيد - في سنة 1399 هـ/ 1979 م، عن دار الزهراء، بيروت - لبنان.
الطبعة الثانية: وهي طبعة منقحة ومزيدة، أضاف فيها السيد بقلمه المبارك مئات الصفحات، ليبقى عدد أجزاء التفسير على ما هو عليه، ولكن من القطع الكبير. وقد طبعت في عام 1419 هـ/ 1998 م، عن دار الملاك، بيروت - لبنان، وقدم لها سماحة السيد أيضاً، فكانت مقدمة الطبعة الثانية.
الطبعة الثالثة: وقد اشتملت على إضافـاتٍ جديدةٍ بقلم السَّيِّد، كان قد أنهاها يوم الأحـد المصادف الثَّاني عشر من شهر رمضـان المبـارك، من سنة 1423 هـ، الموافـق: 17 تشرين الثَّاني 2002 م، ثمَّ أضاف إليهـا لاحقًا إلى ما قبل وفاتـه العديد من الإضافات المهمَّة، وقد تـمَّ إدراجها جميعًا في أماكنها المناسبة. مع أنَّ هذه النُّسخة تشتمل على إضافة ما يقارب الأَلفي صفحة، فإنَّه قد تـمَّ تقليص عدد مجلَّداتها إلى عشرين، بدلاً من أربعةٍ وعشرين. وقد طبعت في عام 1439 هـ/ 2018 م، عن دار الملاك، بيروت - لبنان.
وننبّه هنا إلى أن كلّاً من الطبعتين الأولى والثانية قد أعيدت طباعتهما مراراً بسبب نفاذ النسخ، لذا فالترقيم بالثالثة هنا هو بلحاظ التغييرات في المضمون والشكل لا بلحاظ عدد الطبعات وتكرارها.